# Disko (Lied)

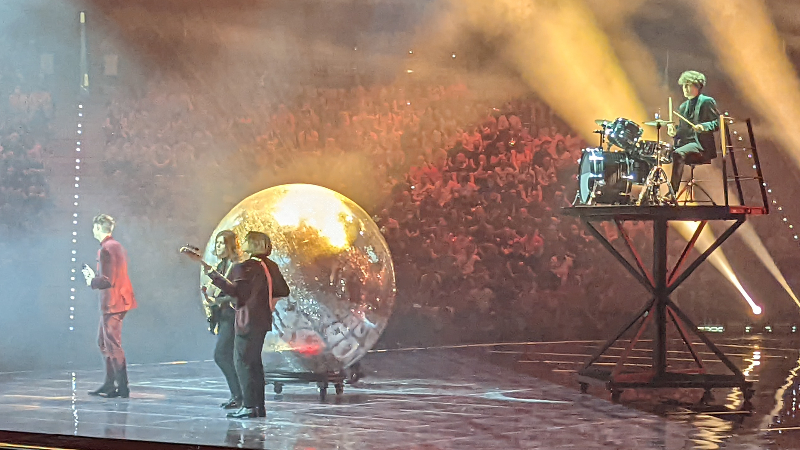
LPS mit dem Song "Disko" auf der Bühne beim ersten Halbfinale des Eurovision Song Contest 2022, das am 10. Mai 2022 in der Pala Olimpico Arena in Turin stattfand.

Disko ist ein slowenischsprachiger Popsong der slowenischen Gruppe LPS. Mit dem Titel vertrat sie Slowenien beim Eurovision Song Contest 2022 in Turin.

## Hintergrund
Die Gruppe nahm im Dezember 2021 an der Internet-Vorauswahl EMA Freš teil und wurde Ende Januar 2022 als einer von vier Beiträgen für die Vorentscheidung Evrovizijska Melodija 2022 ausgewählt. Im am 12. Februar 2022 stattfindenden zweiten Halbfinale konnte sich LPS für das Finale qualifizieren. Dieses konnte sie am 19. Februar mit der Höchstpunktzahl der Zuschauer und der zweithöchsten Punktzahl der Jury für sich entscheiden.
Der Titel wurde von der Gruppe geschrieben und produziert.

## Inhaltliches
Disko wurde ursprünglich mit einem Bossa-Nova-Rhythmus komponiert, der Text wurde danach geschrieben. Das endgültige Arrangement im Disco-Stil entstand zum Schluss. Der Text sei nach einer tatsächlichen Begebenheit geschrieben worden. Obwohl es sich um einen Upbeat-Titel handele, sei der Text eher traurig, da er von einer in die Brüche gegangenen Beziehung handele. Die Band entschied sich trotz des Textes für eine fröhliche Komposition und sei sich bewusst, dass der Text außerhalb Sloweniens kaum verstanden werden dürfte.

## Veröffentlichung
Der Titel wurde im Rahmen der EMA Freš erstmals vorgestellt, die kommerzielle Veröffentlichung des Titels erfolgte am 1. April 2022. Das zugehörige Musikvideo wurde von Manca Matelič und Matevž Bervar gestaltet, der Schnitt erfolgte durch Žan Žvižej.

## Beim Eurovision Song Contest
Slowenien wurde ein Platz in der ersten Hälfte des ersten Halbfinales des Eurovision Song Contests 2022 zugelost, das am 10. Mai 2022 stattfand. Am 29. März wurde bekanntgegeben, dass das Land die Startnummer 5 erhalten hat. Die Gruppe konnte sich jedoch nicht für das Finale qualifizieren und schied somit aus dem Wettbewerb aus.